# Classique féminine de Navarre
La Classique féminine de Navarre et la Emakumeen Nafarroako Klasikoa sont deux courses cycliste d'un jour féminines qui se tiennent tous les ans en Espagne. La course est la version féminine du Tour de Navarre. Créées en 2019, elles intègrent le Calendrier international féminin UCI, en classe 1.2, puis deviennent 1.1 l'année suivante et 1.Pro en 2023.

## Palmarès de la classique féminine de Navarre
| Année | Vainqueur            | Deuxième             | Troisième                 |
| ----- | -------------------- | -------------------- | ------------------------- |
| 2019  | Sarah Roy            | Maria Martins        | Marta Lach                |
| 2020  | Annemiek van Vleuten | Elisa Longo Borghini | Maria Giulia Confalonieri |
| 2021  | Arlenis Sierra       | Ruth Edwards         | Annemiek van Vleuten      |
| 2022  | Veronica Ewers       | Ane Santesteban      | Kristen Faulkner          |
| 2023  | Riejanne Markus      | Tamara Dronova       | Ella Wyllie               |
| 2024  | Hannah Ludwig        | Arlenis Sierra       | Shirin van Anrooij        |
| 2025  |                      |                      |                           |

## Palmarès de la Emakumeen Nafarroako Klasikoa
| Année | Vainqueur            | Deuxième       | Troisième            |
| ----- | -------------------- | -------------- | -------------------- |
| 2019  | Ashleigh Moolman     | Lucy Kennedy   | Ane Santesteban      |
| 2020  | Annemiek van Vleuten | Mavi García    | Anna van der Breggen |
| 2021  | Annemiek van Vleuten | Demi Vollering | Elisa Longo Borghini |
| 2022  | Sarah Gigante        | Veronica Ewers | Paula Patiño         |